# فاندیشن مدیسین
فاندیشن مدیسین (انگلیسی: Foundation Medicine) شرکت داروسازی آمریکایی است، که در سال ۲۰۰۷ تأسیس شد.